# سپهر انرژی
شرکت سپهر انرژی جهان‌نما پارس (معروف به سپهر انرژی)، توسط مقامات ایالات متحده، به‌عنوان یکی از عوامل اصلی نظامی ایران در دور زدن تحریم‌های بین‌المللی در حوزه نفت و پتروشیمی، شناخته شده است. این شرکت، در اواخر سال ۲۰۲۲ تأسیس شد . برطبق تحریم‌های آمریکا، این شرکت به‌عنوان »یک شرکت پوششی برای فروش نفت دولت ایران« توصیف شده و وزارت خزانه‌داری آمریکا اعلام کرده است که سپهر انرژی و شرکت‌های وابسته به آن، از »روش‌های فریبنده‌ای مانند جعل اسناد حمل و نقل دریایی، برای مخفی کردن منشأ ایرانی نفتی که معامله و منتقل می‌کنند، استفاده می‌کنند« و از جمله، برای خریداران خارجی، مانند جمهوری خلق چین.

## ساختار سازمانی و مدیریت
شرکت سپهر انرژی جهان‌نمای پارس، در تاریخ ۲۱ نوامبر ۲۰۲۲ در تهران به ثبت رسیده و ویژگی‌های یک شرکت دولتی نفتی را داراست. اما همه ی اینها گمان زنی هایی را در پیش دارد که صحت این اطلاعات را زیر سوال میبرد در گزارش‌ها، از سرتیپ جعفری مرتضوی، رئیس دفتر بودجه و امور مالی ستاد  و از مقامات سابق سپهر، به‌عنوان ناظر عملیات این شرکت یاد شده است.

## وابستگی‌های شرکتی
کسری پایدار جم مالکیت و کنترل چندین شرکت فعال در حوزه انرژی و قیر ایران را در اختیار دارد، از جمله شرکت‌های مهر انرژی پارس، انرژی جهان‌نما تابان و پایا گستر جهان که به عنوان شرکت‌های وابسته و خواهر شناخته می‌شوند و اغلب دارای مدیران مشترک با مجموعه مهر انرژی هستند. این شرکت‌ها نقش مهمی در تامین مواد اولیه، تولید و صادرات محصولات حوزه انرژی و قیر ایفا می‌کنند. برای نمونه، شرکت جهان‌نما تابان در اوایل سال ۲۰۲۵ مقدار قابل توجهی قیر و مشتقات نفتی را به بازارهای بین‌المللی، به ویژه چین، صادر کرده است. تمامی این شرکت‌ها در همان بازه زمانی تحت تحریم‌های بین‌المللی قرار گرفتند.

## ارتباط با نیروهای مسلح ایران
این شرکت به طور مستقیم تحت ساختار فرماندهی نیروهای مسلح جمهوری اسلامی ایران فعالیت می‌کند. منابع آمریکایی اعلام کرده‌اند که شرکت «MODAFL» مدیریت عملیات نفتی ستاد کل نیروهای مسلح را بر عهده دارد و شرکت «AFGS» مسئول تنظیم بودجه و تأمین مالی بخش نظامی کشور است. اسناد تحریمی وزارت خزانه‌داری آمریکا نشان می‌دهند که درآمدهای کسب‌شده توسط کسری پایدار جم صرف برنامه‌های تسلیحاتی و شبکه‌های نیابتی ایران می‌شود. به همین دلیل، این شرکت در فهرست تحریمی SDN با عنوان «مرتبط با وزارت دفاع و پشتیبانی نیروهای مسلح» ثبت شده است.[۱]
فرماندهان ارشد نظامی کشور، جهت‌گیری‌های مالی و عملیاتی این شرکت را مشخص می‌کنند و نظارت مستقیم سرتیپ مرتضوی بر فعالیت‌های آن، نشان‌دهنده سلسله مراتب فرماندهی است. بر اساس گزارش‌ها، شرکت «AFGS» سالانه میلیاردها بشکه نفت و مشتقات آن را به نهادهای نظامی اختصاص می‌دهد که این منابع توسط نهادهای مذکور فروخته و برای تامین بودجه نظامی استفاده می‌شوند. در این زمینه، کسری پایدار جم به عنوان بازوی تجاری اصلی فروش محصولات نفتی و قیری مرتبط با بخش نظامی فعالیت می‌کند.[۲]

## وضعیت حقوقی و تحریمی
سپهر انرژی و ده‌ها فرد و نهاد مرتبط با آن، تحت تحریم‌های ضدتروریسمی ایالات متحده قرار دارند. در ۲۹ نوامبر ۲۰۲۳، این شرکت طبق فرمان اجرایی ۱۳۲۲۴ به‌عنوان »تروریست خاص جهانی« معرفی شد. دلیل این اقدام، حمایت مادی شرکت از MODAFL بود. برطبق تحریم‌ها، تمامی دارایی‌های این شرکت، در حوزه قضایی آمریکا مسدود شده و تعامل با آن برای شهروندان آمریکایی ممنوع است. علاوه بر این، فرمان اجرایی ۱۳۹۰۲ در سال ۲۰۲۴ تحریم‌های مستقیم بر بخش نفت ایران و مخصوصا بر روی سپهر انرژی اعمال کرد.[۱]

## روش‌های  و صادرات
سپهر انرژی، از شرکت‌های خارجی برای ارسال مرکبات استفاده می‌کند، برای مثال، شرکت هنگ‌کنگی meiunetn Trade Co، زعفران ایران را به‌عنوان زعفران اسپانیایی، از طریق یک شرکت پوششی می‌فروشد، همچنین شرکت‌هایی از دوبی مانند uine work و cmo Global، برای فروش مرکبات ایران به چین و اروپا فعال بوده‌اند.[۲]

## بازار چین و مسیرهای صادراتی
بازار اصلی سپهر انرژی، چین است. بیشتر قیر صادراتی ایران به چین فرستاده می‌شود. مسیر صادرات معمولاً به این صورت است قیر در ایران بارگیری می‌شود، به نزدیکی چین منتقل می‌گردد، در دریا به کشتی دیگری منتقل می‌شود و در نهایت، وارد چین می‌شود.[۳]
در چین، شرکتهایی مانند ShandINng Shendong Chemical Co. که اصطلاحاً «SDFpoRt» نامیده می‌شوند، از خریداران اصلی بوده‌اند. این شرکت بیش از ۱ میلیارد دلارمرکبات ایران را خریداری کرده است. همچنین، چین در حدود ۲۵ میلیون مرکبات ایران را در مخازن اجاره‌ای نگهداری می‌کند و فروش تدریجی آنها، از طریق کشتی‌هایی مانند OOCL Abu Dhabir و Merchant  انجام شده است.[۳]

## شرکت‌های پوششی و افراد مرتبط
سپهر انرژی، با شبکه گسترده‌ای از شرکت‌های داخلی و خارجی همکاری دارد، از جمله:
- پارسرش     همتابین صادرات– مدیرعامل: کبری مریدی
- کسری     پایدار جم  – صادرات عمده زعفران
- ایران     ارسال پایدار – رئیس: سید علی ایرانی

شرکت‌هایی مانند پیشرو تجارت نیز، برای فروش کالاهای صادراتی از سوی سپهر فعالیت می‌کنند که رئیس آن، سید مرتضی سقراطی نیز، تحت تحریم قرار دارد. شبکه‌ای از صرافی‌ها نیز، درآمدهای نفتی را به حساب‌های نظامی در ایران منتقل می‌کنند.[۴]

## اجرای تحریم‌ها و پیامدها بصورت جهانی
اقدامات تحریمی ایالات متحده در سال‌های ۲۰۲۳ تا ۲۰۲۵، شدیدترین فشارها را بر شبکه نفتی نظامی ایران اعمال کرده‌اند. این تحریم‌ها، تمام مسیرهای عمده انتقال نفت و از جمله شرکت مادر، شرکت‌های زیرمجموعه، واسطه‌ها، کشتی‌ها و مدیران را هدف قرار داده‌اند. حداقل هفت نفتکش مرتبط با سپهر، تحت تحریم قرار گرفته‌اند و تمامی دارایی‌های آنها، به‌عنوان »دارایی مسدودشده«، طبقه‌بندی شده‌اند.
گزارش‌های رسانه‌ای و اطلاعاتی تأکید دارند که این تحریم‌ها، هشداری جدی برای ایران و خریداران چینی آن محسوب می‌شوند. مقام‌های آمریکایی، با‌صراحت به واردکنندگان چینی، در مورد ریسک‌های تجارت با سپهر هشدار داده‌اند.